# 韓国における死刑
韓国における死刑（かんこくにおけるしけい）では、大韓民国（以下韓国）における死刑についてここで解説する。

## 概略
韓国では死刑執行方法は「絞首刑」としているが、軍刑法では敵前逃亡や脱走、抗命罪に対し最高刑として「銃殺刑」が規定されている。また国家反逆罪では最高刑は死刑である。犯行時18歳未満の場合、死刑は宣告されず最高懲役15年に処せられる。また身体障害者と妊婦の死刑は猶予される。
現在、1997年12月30日に23人が死刑執行されたのを最後に、金大中政権発足以降は死刑の執行命令はない。また、韓国は1949年7月14日に建国以来初の死刑執行を行ってから1997年まで死刑執行された者は少なくとも902人であるが、それらの記録文書を保管する法務部の文書保管所で火災により焼失してしまったため、正確な執行数は分かっていない。焼失を免れた記録文書によれば、死刑執行された者の中には、国家保安法違反により、1954年には68人が死刑執行させられている。1970～1997年の間で最も多かった1974年では、58人中19人がスパイの罪により執行された。そして、死刑にならなくとも、例えば保導連盟事件より被害が実際に確認された者だけでも保導連盟員4,934人が韓国国軍・韓国警察により、虐殺が行われている（20万人から120万人とする主張もある）。
韓国法においても日本法と同様、死刑の執行は法務部長官（法務大臣）の命令による。
死刑を廃止するよう刑法が改正されておらず、2010年2月25日に韓国の憲法裁判所は死刑制度を合憲とする決定をしているため、（裁判官9人中，合憲意見が5人，違憲意見が4人（うち1人は一部違憲意見）であった）法院（裁判所）における死刑判決は現在も下されている。2007年4月12日に1人の死刑判決が確定した。そのため死刑囚の総数は64人まで増加したが、2007年12月31日に6人が恩赦で無期懲役に減刑された。その後、死刑判決を受けた者がいたため、2024年1月11日時点では59人となっている。更に、死刑囚は希望すれば懲役受刑者と同様に労働することができ、作業奨励金は毎月13万から20万ウォンが出ている。
2024年1月11日時点で大法院（韓国の最高裁判所）により死刑確定した最後の死刑囚は、2014年に江原道高城郡の部隊で集団いじめに激高し、銃乱射で5人を死なせた「イム兵長事件」の加害者（2016年2月死刑確定）である。
なお、韓国法務省によれば死刑囚1人当たりで年間約3,100万ウォンの費用が掛かっている。
| 1948-1969 | 1948-1969 | 1948-1969 | 1948-1969 | 1948-1969 | 1948-1969 | 1948-1969 | 1948-1969 | 1948-1969 | 1948-1969 |
| --------- | --------- | --------- | --------- | --------- | --------- | --------- | --------- | --------- | --------- |
| 547       |           |           |           |           |           |           |           |           |           |
| 1970      | 1971      | 1972      | 1973      | 1974      | 1975      | 1976      | 1977      | 1978      | 1979      |
| 14        | 9         | 34        | 7         | 58        | 0         | 27        | 28        | 0         | 10        |
| 1980      | 1981      | 1982      | 1983      | 1984      | 1985      | 1986      | 1987      | 1988      | 1989      |
| 9         | 0         | 23        | 9         | 0         | 11        | 13        | 5         | 0         | 7         |
| 1990      | 1991      | 1992      | 1993      | 1994      | 1995      | 1996      | 1997      |           |           |
| 14        | 9         | 9         | 0         | 15        | 19        | 0         | 23        |           |           |

## 死刑のモラトリアム
2005年4月には、国家人権委員会が死刑廃止を勧告した。一方でソウル20人連続殺人事件が発生し、犯人が悪びれる様子が全く無かった事で死刑廃止を疑問視する声が挙がったという。2007年12月30日には、前の死刑が執行されてから10年以上経過することを根拠にアムネスティは、事実上の死刑廃止国としている。その直前の2007年10月10日には "死刑廃止国家宣言"を行った。法規上は死刑制度を存置しているため、韓国社会で大きな影響力を持つキリスト教団体が死刑制度を撤廃することを要請している。たとえばカトリック大韓聖公会は『人間が他の人間の生命をむやみに奪うことができないという点と同じく、たとえ殺人のように凶悪犯罪を行ったものであっても、
悔い改める機会を与えなければならない』として死刑廃止論の根拠としている。なお、イエス・キリストが十字架刑で処刑されたことも強調しているという。なおアムネスティ韓国支部では死刑執行の過程で死刑囚に対する人権侵害が生じる点を指摘し反対している。
2006年2月21日には、法務部（日本の法務省に相当）において、死刑廃止し、絶対的終身刑（重無期刑）の導入の検討を行うべく、2006年6月までに関連研究の検討と公聴会を行う予定であったが、結論は出なかったようである。これは死刑制度廃止論議に責任を持つ法務部は廃止には消極的であるためだという。
2007年5月に行われた韓国政策学会による大統領選候補者に対する政策評価では、多くの候補が死刑廃止であったが、当選した李明博大統領は『犯罪を予防するという国家としての義務を果たすため、死刑制度は維持しなければならない』とし、死刑制度廃止に反対であると主張したが、一方で『法定刑に死刑が定められている罪種があまりにも多い。人命を奪う罪や、人倫に反する凶悪犯罪などに対象を絞る必要がある』と指摘し、死刑適用を大幅に制限すべきだと主張したという。韓国の国会で死刑制度廃止法案が何度も上程されているが審議未了廃案となっており、死刑制度の廃止については消極的であるという。ただし、国際的には1985年以後に事実上の死刑制度廃止国となった国が死刑執行を再開したケースはない。仮に韓国が再開すると欧州諸国から外交的に強い圧力を受けるようになるとして、韓国の死刑執行モラトリアムは継続されるとの指摘もある。